# Verkehrsgemeinschaft Heidekreis

Logo Verkehrsgemeinschaft Heidekreis

Die Verkehrsgemeinschaft Heidekreis GbR (VH) wurde am 22. Mai 1992 als Zusammenschluss mehrerer Verkehrsbetriebe im Landkreis Heidekreis gegründet. Es besteht ein gemeinschaftlicher Tarif für die unten erwähnten Busunternehmen. Die Bahn ist nicht in den Tarif integriert.

## Beteiligte Busunternehmen
- Haller Busbetrieb GmbH
- KVG Stade GmbH & Co. KG
- Prüser Bus GmbH
- Verden-Walsroder Eisenbahn GmbH (VWE)